# Kanton Campagne-lès-Hesdin
Campagne-lès-Hesdin is een voormalig kanton van het Franse departement Pas-de-Calais. Het kanton maakte deel uit van het arrondissement Montreuil. In 2015 ging het gehele kanton op in het kanton Auxi-le-Château.

## Gemeenten
Het kanton Campagne-lès-Hesdin omvatte de volgende gemeenten:
- Aix-en-Issart (Rodenaken)
- Beaurainville
- Boisjean
- Boubers-lès-Hesmond
- Brimeux
- Buire-le-Sec
- Campagne-lès-Hesdin (hoofdplaats)
- Douriez
- Gouy-Saint-André
- Hesmond
- Lespinoy
- Loison-sur-Créquoise
- Maintenay
- Marant
- Marenla
- Maresquel-Ecquemicourt
- Marles-sur-Canche
- Offin
- Roussent
- Saint-Denœux
- Saint-Rémy-au-Bois
- Saulchoy
- Sempy